# 森泽幸子
森泽幸子（日语：／ Morisawa Sachiko，1945年—），日本女子乒乓球运动员。她曾获得3枚世界乒乓球锦标赛金牌和1枚铜牌。她也获得过1966年亚洲运动会女子团体冠军。